# Высоцкая, Наталия Александровна
Наталия Александровна Высоцкая (род. 9 июля 1950, Киев) — советский и украинский литературовед английской и американской литературы, филолог, преподаватель зарубежной литературы, доктор филологических наук (1997), профессор (2001), шекспировед. Заведующая кафедрой теории и истории мировой литературы Киевского национального лингвистического университета (Украина).

## Биография
Наталия Александровна Высоцкая родилась 9 июля 1950 года в Киеве. В 1972 году окончила факультет романо-германской филологии Киевского государственного университета имени Т. Г. Шевченко. В 1997 году получила учёную степень доктора филологических наук в области литературы США в Институте литературы имени Т. Г. Шевченко. Проводила лекции в Докторской школе НаУКМА.
С 1974 года работает в Киевском национальном лингвистическом университете. 
В 1986 году защитила диссертацию кандидата наук. 
В 1997 году защитила диссертацию доктора филологических наук, посвящённую проблеме взаимодействия различных культурных потоков в афро-американской драматургии. 
С сентября 2016 года профессор кафедры теории и истории мировой литературы КНЛУ. 
Автор ряда инновационных курсов. В Киевском национальном лингвистическом университете преподаёт следующие курсы: «История зарубежной литературы эпохи Возрождения и XVII века», «История зарубежной литературы второй половины ХХ — начала XXI в.», «От святого до Супермена: национальная культурная мифология США в исторической перспективе», «Британская литература и культура сквозь призму юмора», «Постмодернизм как философско-культурный и литературный феномен», «Конструирование идентичности в художественном произведении», «Глобализация и мультикультурализм в литературе США», «Современная драматургия США», «Мультикультурный измерение литературы США».
Кроме преподавательской и научной деятельности участвует в конференциях, читает лекции, входит в редакционный совет рецензируемых журналов. Живёт в Киеве.

## Публикации
Автор более 200 научных публикаций в разных странах (Украина, Россия, Беларусь, Германия, Польша, США). Соавтор ряда монографий, словарей, учебников, а также «Истории литературы США» в 6 томах (Институт мировой литературы имени А. М. Горького, Российская академия наук.

### Книги
- Концепція мультикультуралізму як чинник розвитку літератури США кінця ХХ- початку ХХІ століть". — К., Вид. центр КНЛУ, 2012.
- Висоцька Н. О. Єдність множинного. Американська література кінця ХХ — початку ХХІ ст. у контексті культурного плюралізму. Монографія. — К., 2010.
- Висоцька Н. О. Література західноєвропейського Середньовіччя. Навчальний посібник для студентів гуманітарних факультетів з курсу «Історія зарубіжної літератури» (автор статей, відп. редактор) — Вінниця, 2003.
- Висоцька Н. О. «Золота доба» зарубіжної драми XVI — ХVІІ ст. Хрестоматія (упорядник) — К., 2005.
- «Література західноєвропейського Середньовіччя». — Вінниця, 2003.
- Висоцька Н. О. Сучасна драматургія США // Сучасна американська література: проблеми вивчення та викладання. — Миколаїв, 2002.
- Висоцька Н. О. На перехресті цивілізацій. Афро-американська драма як мультикультурний феномен. Монографія. — К., 1997.